# Campionato sudamericano maschile under 17 di calcio 2009
Il Campionato sudamericano di calcio Under-17 2009, 14ª edizione della competizione organizzata dalla CONMEBOL e riservata a giocatori Under-17, è stato giocato in Cile.
Le quattro migliori classificate si sono qualificate per il Campionato mondiale di calcio Under-17 2009 e per i Giochi panamericani del 2009. Il Brasile ha vinto il suo nono titolo, il terzo consecutivo.